# Пйотрув (Великопольське воєводство)
Пйотрув (пол. Piotrów) — село в Польщі, у гміні Блізанув Каліського повіту Великопольського воєводства.
Населення — 465 осіб (2011).
У 1975-1998 роках село належало до Каліського воєводства.

## Демографія
Демографічна структура станом на 31 березня 2011 року:
|          | Загалом | Допрацездатний вік | Працездатний вік | Постпрацездатний вік |
| -------- | ------- | ------------------ | ---------------- | -------------------- |
| Чоловіки | 218     | 48                 | 159              | 11                   |
| Жінки    | 247     | 50                 | 153              | 44                   |
| Разом    | 465     | 98                 | 312              | 55                   |